# Ochotona thibetana
Ochotona thibetana este o specie de mamifere din familia iepurilor fluierători, Ochotonidae. Are multe subspecii, unele dintre ele putând fi de fapt specii distincte. Blana sa de vară este de un brun închis cu tentă roșcată și pe partea dorsală cu câteva puncte deschise la culoare, iar pe burtă este de un ocru nuanțat cu bubalin. Iarna este mai deschisă la culoare, cu blana dorsală de culoare bubalină până la brună mată. Este o erbivoră oportunistă ce se găsește în munții din estul Platoului Tibet în China (Gansu, sudul Qinghaiului, Yunnan și Sichuan), Bhutan, India (Sikkim) și nordul Myanmarului. Atât Lista roșie a Uniunii Internaționale pentru Conservarea Naturii privind speciile amenințate, cât și Lista Roșie a Vertebratelor Chinei o clasifică drept specie neamenințată cu dispariția; cu toate că s-ar putea ca o subspecie să fie pe cale de dispariție.

## Taxonomie
Ochotona thibetana a fost descrisă pentru prima oară în anul 1871 de mamalogul și ornitologul francez Alphonse Milne-Edwards⁠(en)[traduceți]. Potrivit lucrării Mammal Species of the World, există 5 subspecii recunoscute:
- O. t. nangquenica (Zheng et al., 1980)
- O. t. osgoodi (Anthony, 1922)
- O. t. sacraria (Thomas, 1923)
- O. t. sikimaria (Thomas, 1922)
- O. t. thibetana (Milne-Edwards, 1871)

Ochotona cansus a fost anterior tratată drept subspecie a Ochotona thibetana, dar în prezent este considerată a fi specie separată pe baza caracteristicilor craniului său—craniu mai scurt și o regiune interorbitală⁠(en)[traduceți] și arcadă zigomatică mai înguste—și deoarece nu se produc forme intermediare în zonele întinse de simpatrie⁠(en)[traduceți]. Ochotona forresti⁠(en)[traduceți] a fost de asemenea o fostă subspecie, dar a fost listată în 1985 ca specie separată de către Feng și Zheng.
În 1951, Ellerman și Morrison-Scott au listat O. t. osgoodi drept subspecie a Ochotona pusilla⁠(en)[traduceți], dar în 1978, Corbet și în 1982, Weston, pe baza unei analize morfometrice⁠(en)[traduceți] au inclus-o în O. thibetana. O. t. sikimaria a fost atribuită lui O. cansus de Feng și Kao în 1974 și de Feng și Zheng în 1985 deoarece Thomas a comparat subspeciile cu O. c. sorella în descrierea sa originală. Totuși, pe baza unei analize asupra holotipului⁠(en)[traduceți], s-a descoperit că O. t. sikimaria are un craniu mai lung și o regiune interorbitală și arcadă zigomatică mai late față de cele ale O. cansus. Subspeciile O. n. lama, O. n. aliensis și O. n. lhasaensis au fost în trecut atribuite speciei O. thibetana, însă acum se consideră că aparțin speciei Ochotona nubrica.
O. t. sikimaria poate fi tratată drept specie separată datorită arealului său cu mult separat de cel al altor subspecii ale speciei O. thibetana. Se poate distinge de alte subgrupuri pe baza unei proeminențe diferite a craniului și unor variații în datele sale genetice. O. t. sacraria și O. t. xunhuaensis pot de asemenea să reprezinte specii separate, din moment ce din punct de vedre genetic par foarte diferite de celelalte subspecii ale O. thibetana.
În 1938, Allen a sinonimizat Ochotona syrinx cu O. t. huangensis. Această asociere a fost urmată de Ellerman și Morrison-Scott în 1951, de Gureev în 1964 și de Weston în 1982. În 1938 Allen, în 1951 Ellerman și Morrison-Scott și în 1982 Weston au sinonimizat O. t. sacraria cu O. t. thibetana, dar în 1974, Feng și Kao și în 1985, Feng și Zheng au listat-o drept o subspecie a O. thibetana.
O. t. sacraria și O. t. sikimaria sunt recunoscute drept specii distincte de către American Society of Mammalogists⁠(en)[traduceți].

## Descriere
Fiind un iepure fluierător destul de mic, O. thibetana măsoară 14 până la 18 cm în lungime și cântărește 71 până la 136 g. Craniul este de 3,6 până la 4,2 cm în lungime, și este mai larg decât cel al speciei O. cansus. Osul frontal este plat și jos și nu are nicio alveolă deasupra sa. Bulele auditive⁠(en)[traduceți] sunt mici, iar apofizele posterioare ale arcadei zigomatice sunt aproape paralele. Foramenul incisiv⁠(en)[traduceți] (deschizătură în formă de pâlnie din placa osoasă a craniului, situată în cerul gurii, imediat în spatele dinților incisivi unde trec vase de sânge și nervi) și foramenul palatal sunt combinate. Vara, culoarea blănii dorsale este în ansamblu un brun închis cu tentă roșcată cu câteva puncte deschise la culoare, iar blana ventrală este de un ocru nuanțat cu bubalin; totuși, O. t. xunhuaensis are blană ventrală cu tentă mai cenușie și în partea din față a gâtului un guler cu nuanță roșcată. Are un guler de culoare bubalină de-a lungul liniei din mijlocul burții. Blana dorsală de iarnă este de culoare bubalină până la brună mată. Are urechi brune închis care măsoară fiecare câte 1,7 până la 2,3 cm în lungime și care au limite albe și înguste de-a lungul marginilor. Tălpile labelor picioarelor sunt acoperite cu blană. Labele picioarelor din spate au fiecare câte 2,4 până la 3,2 cm în lungime.

## Răspândire și habitat
Arealul speciei include munții din estul Platoului Tibet, situați în China în Gansu, sudul Qinghaiului, Yunnan și Sichuan, în Bhutan, în India în Sikkim și în nordul Myanmarului. Subspecia nominată O. t. thibetana se găsește în sudul Qinghaiului, vestul Sichuanului, sud-estul Tibetul și nord-vestul Yunnanului; O. t. nangquenica se găsește în Tibet; O. t. sacraria se găsește în vestul Sichuanului; O. t. osgoodi se găsește în nord-estul Myanmarului; O. t. sikimaria se găsește în Sikkim; iar O. t. xunhuaensis se găsește în estul Qinghaiuiui.
La altitudini mai joase este întâlnită în regiuni stâncoase sub coronament de Rhododendron și în păduri de bambus, iar în părțile din răspândirea sa aflate la altitudine mai înaltă în păduri subalpine. Deși a fost semnalată prezența sa la altitudini de minim 1.800 m deasupra nivelului mării, preferă altitudini de 2.400 până la 4.100 m. Suprafață ocupată de specie este de 11 până la 500 km², iar măsura de întâlnire a speciei este de 5.001 până la 20.000 km.²

## Comportament și ecologie
O. thibetana este o specie diurnă, însă poate fi activă la noapte. Este un iepure fluierător colonial⁠(en)[traduceți] și terestru⁠(en)[traduceți] despre care este cunoscut faptul că sapă galerii. Este un erbivor oportunist ce creează căpițe de fân cu scopul de a stoca hrană. Sezonul de reproducere începe cel devreme în aprilie și continuă până în iulie. Rândul de pui constă de obicei în 1–5 pui. Potrivit unor teste, au fost identificate specimene din această specie care purtau astrovirusuri⁠(en)[traduceți].

## Stare și conservare
Din 1996 încoace, O. thibetana este clasificată pe Lista roșie a IUCN privind speciile amenințate drept specie neamenințată cu dispariția. Motivul este pentru că aceasta este o specie răspândită la nivel larg și nu se știe să sufere un declin serios. Cu toate că în prezent nu se știe dacă populația sa tinde să crească sau să scadă, este comună de-a lungul arealului său. Se confruntă cu o amenințare din partea distrugerii de habitat cauzată de defrișarea la scală mică a zonelor împădurite cu bambus și Rhododendron și de păscutul animalelor din șeptel. Din cauza distrugerii habitatului, s-ar putea ca O. t. sikimaria să fie pe cale de dispariție, însă celelalte forme nu par a fi amenințate, potrivit IUCN. Lista Roșie a Vertebratelor Chinei clasifică și ea specia O. thibetana drept specie neamenințată cu dispariția. Specia se găsește în ariile protejate ale rezervațiilor naturale Changshanerhai, Jiuzhaigou⁠(en)[traduceți], Nujiang, Wanglang, Wawushan, Wolong și Zhumulangmafeng. Cu toate acestea, este posibil ca defrișarea să reprezinte o amenințare de-a lungul arealului său în sudul Chinei. Se găsește extrem de rar în nord-estul Indiei. A fost de asemenea afirmat că aproape tot habitatul său din India a fost distrus, ceea ce o face ca la nivel local să fie „critic pe cale de dispariție”. În sudul Gansului este privită drept dăunător.